# Nahdisnah
Nahdisnah (schweizerdeutscher Ausdruck für Nach und nach) ist ein Musikalbum, das die beiden Schweizer Hip-Hop-Musiker Lexx und Bligg unter dem Namen Bligg'n'Lexx am 28. Februar des Jahres 2000 veröffentlichten. Es ist die erste und bisher einzige Veröffentlichung der beiden in Albumlänge. Für den Vertrieb zeigen sich das Sublabel Coffee sowie Dialog Records verantwortlich.

## Hintergrund
Bligg (bürgerlicher Name Marco Bliggensdorfer) und Lexx (bürgerlicher Name Alex Storrer) lernten sich im Jahr 1997 kennen. Ihre ersten gemeinsamen Lieder Wänn mier für eu da sind und Kein Kampf um de Titel (letzteres zusammen mit Gleiszwei) waren auf dem Sampler Chocolate, Cheese & Sounds zu hören. Es folgten Zusammenarbeiten mit Musikern wie E.K.R., ehe Bligg'n'Lexx im Jahr 1999 ihre erste Maxi-Single Schnitzeljagd / Brandheiss über das Musiklabel Dialog Records veröffentlichen konnten. Zeitgleich absolvierten sie zusammen mit DJ Cutmando ihre ersten Konzertauftritte.
Nahdisnah erschien im Februar 2000 über Dialog Records sowie Coffee, ein Sublabel des Migros-Kulturprozents. Am 9. Juni desselben Jahres wurde der auf dem Album enthaltene Titel Du & Ich als weitere Maxi-Single veröffentlicht. Diese ist sowohl als CD als auch als Vinylschallplatte erhältlich und enthält neben Du & Ich und einem Remix auch den exklusiven Bonustitel Fini Linie.
Seit dem 5. Januar 2010 werden alle drei Bligg'n'Lexx-Tonträger auf iTunes und Ex Libris zum digitalen Verkauf angeboten. Dem Album Nahdisnah wurde dabei ein bisher unveröffentlichter, 2002 aufgenommener Bonustitel mit dem Namen Bling Bling hinzugefügt.

## Entstehung
Die auf Nahdisnah enthaltenen Musikstücke wurden im Gleischambers-Musikstudio in Zürich aufgenommen, welches der Gruppe Gleiszwei gehört. Abgemischt wurden die Lieder von Dan Suter im Zürcher Echochamber, teilweise in Zusammenarbeit mit Lexx. Das sogenannte Mastering fand im Soundville-Studio unter der Leitung von René Zingg und im Echochamber unter der Leitung von Dan Suter statt. Die Vinylschallplatten und Compact Discs wurden daraufhin in einem Presswerk in Tschechien hergestellt.

## Titelliste
1. Intro – 1:45
2. Whuup – 4:19
3. Wänn – 3:27
4. Bis zum letschtä Herzschlag (feat. Nox) – 4:14
5. Issächüel – 4:07
6. Lauf Junge, lauf! – 3:39
7. Zwüschäziit (Skit) – 2:03
8. Zum Teil – 3:57
9. Louie, Louie – 4:45
10. Du & Ich (feat. Pete Penicka) – 5:09
11. Musigbueb (feat. P. Moos) – 3:45
12. Analisier – 1:37
13. Klicke isch zrugg – 3:46
14. Für's Läbe (feat. Pete Penicka) – 4:22
15. Emcee Ding (feat. Cutmando) – 3:08
16. Dä da – 3:39
17. Nahdisnah – 3:07
18. Bling Bling (nur bei Digitalkauf) – 3:44

## Inhalt

### Texte
Intro
Das Intro des Albums präsentiert eine Sendung des fiktiven Radiosenders Radio Sheanz ma Saiz (benannt nach einer Zürcher Hip-Hop-Posse), bei der Bligg und Lexx unter den namen Lügner und M.A.R.C moderieren. Der Sender organisiert einen Nachtschwärmer-Wettbewerb, bei welchem die Teilnehmerin spontan etwas zu den Begriffen Bligg'n'Lexx, Mundart und Nahdisnah sagen muss. Ausserdem werden Anrufe von Hörern entgegengenommen, die das Programm des Senders kritisieren und viel lieber Bligg'n'Lexx hören möchten. Dies führt zum ersten Lied Whuup.
Whuup
Dies ist ein Partylied, bei dem die Rapper den Verlauf einer Feier in einem Zürcher Nachtclub, das dortige Treffen von Freunden sowie die Stimmung schildern.
Wänn
Im Titel Wänn philosophieren die beiden Musiker humoristisch über Änderungen an der Welt sowie in ihrem Privatleben, die stattfinden würden, wenn das Wort „wenn“ nicht wäre. Sowohl die Grundidee des Liedes als auch der Refrain basieren auf dem Sprichwort „wenn das Wörtchen wenn nicht wär, dann wär ich längstens Millionär“.
Bis zum letschtä Herzschlag
Dieses Lied thematisiert in selbstlobendem Stil die Themen Hip-Hop-Musik und -Kultur, Qualität, „Echtheit“, Musikliebe und langfristige Aktivität im Rapgeschäft. Damit brechen die Musiker in Bis zum letschtä Herzschlag die Hauptthemen des Albums an.
Issächüel
In seinem ersten Sololied erzählt Lexx auf philosophische Art und Weise von der spontanen Begegnung mit einer schönen Frau, dem kurzen Flirt und der anschliessenden Verabschiedung auf ewig.
Lauf Junge, lauf!
Der sechste Titel des Albums erzählt eine fiktive Geschichte: Bligg'n'Lexx haben mehrere Monate an einem einzigen Song gearbeitet, als Lexx am Abend jedoch ins Studio kommt, ist das Material verschwunden. Bligg, der kurz darauf auftaucht, trifft mit dem Dieb zusammen. Dieser kann jedoch in einem Auto fliehen, woraufhin ihn die beiden in einem gestohlenen Wagen verfolgen. Während des restlichen Liedes wird die Autoverfolgungsjagd durch Zürich geschildert. Schliesslich entdeckt Lexx im Auto zwei geladene Waffen und schiesst auf den Wagen des Diebes. Er trifft den Tank, was zur Explosion des Autos führt. Bligg und Lexx fahren an das brennende Autowrack heran und sind zwar enttäuscht und verärgert über den Verlust des Materials, geben sich jedoch damit zufrieden, dass die Verfolgungsjagd genug Stoff für einen neuen Song bietet.
Zwüschäziit (Skit)
Dieser zweiminütige Skit wird permanent von einem Instrumental begleitet. Man hört zudem die Stimmen von Bligg, Lexx und Tibner97ner, die im Studio eine Pause einlegen und Marihuana konsumieren.
Louie, Louie
Bliggs erster Solo-Titel auf dem Album. Der Rapper erzählt die Geschichte eines jungen Mannes namens Louie, der von seinem Arzt den Bescheid erhält, dass er HIV-positiv sei. Da er anscheinend nichts mehr zu verlieren hat erwirbt Louie, der in bescheidenen Verhältnissen lebt, auf dem Schwarzmarkt eine Waffe und überfällt eine Filiale der Zürcher Kantonalbank. Der Coup misslingt jedoch und Louie wird auf der Flucht von Polizisten erschossen. Am selben Abend stellt der Arzt fest, dass der HIV eine Fehldiagnose war.
Du & Ich
Die gemeinsam mit dem Sänger und Musiker Pete Penicka aufgenommene Singleauskopplung ist der längste Titel des Albums. Bligg und Lexx sprechen in ihren Passagen je eine weibliche Person an, zu der sie unerschütterliche Zuneigung und Liebe in Form von verschiedenen Wortspielen und Vergleichen ausdrücken. Der Refrain des Songs ist auf Englisch und wird von Pete Penicka gesungen. Die letzten eineinhalb Minuten des Liedes sind rein instrumentalistisch.
Musigbueb
Bligg, Lexx und Gastrapper P.Moos beschreiben in diesem Stück ihren eigenen Hip-Hop und stellen sich als „Musikbuben“ dar, die aus Freude an der Sache immer Rap machen werden.
Für's Läbe
Der zweite Solo-Titel von Bligg auf Nahdisnah und der zweite Gastbeitrag des Sängers Pete Penicka. Der Rapper erzählt in dem Lied, wie er eine Frau kennenlernte, und sich mehr und mehr zu ihr hingezogen fühlte, bis er sie schliesslich als „Frau für's Leben“ ansah. Besagte Person war jedoch vergeben. Bligg philosophiert darüber, ob aus ihrer bis jetzt rein freundschaftlichen Beziehung zu ihm je etwas ernsthaftes werde könne.
Analisier
Ein kurzer Solotitel von Lexx, der philosophische Elemente beinhaltet.
Klicke isch zrugg
Bligg und Lexx beschreiben und behandeln in diesem Musikstück vor allem sich selber und ihre Musik, aber auch ihren Freundeskreis und die Sheanz ma Saiz-Clique.
Emcee Ding
Ein Solotitel von Lexx. Der Rapper behandelt die Themen Hip-Hop-Musik und deren Realitätsgrad. Zudem tauchen Battle-Rap-Elemente in Erscheinung.
Dä da
Der zweitletzte Titel stellt eine Danksagung dar. Storrer und Bliggensdorfer bedanken sich darin bei Freunden, Familienmitgliedern und Musikern für die Unterstützung und Freundschaft.
Nahdisnah
Das Titelstück dient dem Album als Ausklang und erhält auch philosophische Elemente. Zudem beschreiben die MC's ihre eigene Musik und drücken Selbstsicherheit und den Willen zum Fortführen der Karriere aus. Des Weiteren wird diversen Freunden und Kollegen gedankt.

### Gastbeiträge
Als einzige Gastmusiker auf Nahdisnah sind der Sänger Pete Penicka, DJ Cutmando sowie die Rapper P.Moos und Nox der Gruppen Gleiszwei und Brännpunkt vertreten. Cutmando lieferte die Cuts und Scratches zu dem Titel Emcee Ding. Im Interview erklärte Bligg, dass die beiden es nicht für nötig hielten, grössere Musiker zu „featuren“ nur um das Album populärer zu machen, auch wenn erst mit Gedanken gespielt wurde. So jedoch stammen sämtliche Features von „Mitgliedern der Familie“.

### Produktion
Hauptproduzenten des Bligg'n'Lexx-Albums sind Lexx, sowie Tibner97ner, Rapper und Produzent der Gruppe Gleiszwei. Letzterer nutzt auf Nahdinsah den Zweitkünstlernamen TZA. Alex Storrer schuf die musikalische Untermalung zu den Titeln Whuup, Wänn, Bis zum letschtä Herzschlag, Zwüschäziit, Du & Ich, Klicke isch zrugg, Emcee Ding und Dä da. TZA produzierte die Beats der Stücke Issächüel, Zum Teil, Louie, Louie, Musigbueb und Analisier. Des Weiteren produzierte Pete Penicka die Lieder Für's Läbe und Du & Ich, letzteres zusammen mit Lexx. Der Produzent Dimos zeigte sich für Lauf Junge, lauf! verantwortlich und Bligg produzierte Nahdisnah. Das Instrument Fender Rhodes im Titel Du & Ich wurde von Pete Penicka eingespielt.

## Illustration
Das Cover des Albums zeigt eine sumpfige Waldgegend, in der ein Mikrophon mit Halterung zu sehen ist. Darüber sind der Albumtitel und der Name der Gruppe zu lesen. Auf dem Back-Cover sind Bligg und Lexx in einem ähnlichen Biotop abgebildet. Das Album enthält ein achtseitiges Faltbooklet mit den Credits, Danksagungen sowie Fotografien, die Bligg und Lexx in schilfbewachsenen Gegenden zeigen. Die Fotos wurden von Claudia Holcbecher geschossen, die auch die Digitale Bildbearbeitung durchführte. Das Design stammt von Robi Insinna.

## Kritik und Erfolg
Da das Album sowohl für Bligg als auch für Lexx die erste professionelle Veröffentlichung darstellte, konnte es keine Klassifizierung in den Schweizer Charts erreichen. Nahdisnah steigerte jedoch den Bekanntheitsgrad beider Musiker und erhielt positive Kritiken aus dem In- und Ausland. Das deutsche Hip-Hop-Magazin Backspin schrieb bezüglich der Single Schnitzeljagd: „Bligg […] und Lexx […] wissen, gute Qualitäten an den Mann zu bringen. Als MCs liefern sie ein perfektes Zusammenspiel und zeigen, dass ihnen der Flow im Blut liegt.“ Auch das Juice-Magazin lieferte positive Kritiken zu den Zürcher Rappern und ihrem Debütalbum: „Nahdisnah ist irgendwie eine 'erwachsene' Platte […] Es finden sich kaum Battlerhymes und nur einige wenige, gut platzierte Party-Tracks. Der Rest setzt sich zusammen aus Songs über die Liebe und das Leben, gekonntem Storytelling […] und reflektierten Auseinandersetzungen mit diesem 'Emcee Ding'.“